# MT-135ロケット
MT-135ロケットは、東京大学宇宙航空研究所（現・宇宙航空研究開発機構宇宙科学研究所）が気象庁の協力の下に開発した観測用の単段式固体燃料ロケットである。モータはプリンス自動車工業（現・IHIエアロスペース）、観測機器は明星電気がそれぞれ製造した。派生型も含め1,254機が打ち上げられた。S-135ロケットという呼称が用いられる場合もある。

## 概要
1961年に世界気象機構（WMO）の勧告を受け、1963年から開発に着手し、プロトタイプであるPT-135を経て開発された。関係機関の要求性能に沿った幾つかのバリエーションが存在する。

## バリエーション

### PT-135
ロケットゾンデと落下傘を持たないMT-135のプロトタイプ。1964年3月27日に1機が打ち上げられた。

### MT-135
1964年7月24日に1号機が打ち上げられ、その後、宇宙科学研究所では2000年9月19日までに73機が打ち上げられた。他に1967年3月31日から同年4月4日にかけて、アメリカのアーカスとの気象比較観測がワロップス飛行施設において日米共同で行われ、10機が打ち上げられている。1971年時点での価格は1機あたり2,000万円。
仕様
- 全長：3,200mm
- 直径：135mm
- 全備重量：68kg
- 到達高度：50km
- ペイロード：2.5kg
- 推進剤：ポリウレタン系
- 燃焼時間：10s

### IT-135
発煙装置を搭載している。1966年8月11日に1機が打ち上げられた。
仕様
- 全長：3,279mm
- 直径：135mm
- 全備重量：69.9kg
- 到達高度：45km
- ペイロード：5kg

### DT-135
M-4Sロケットの開発において風による飛翔経路の変化の推定とその修正を試験する為に用いられた。1966年9月21日に1機が打ち上げられた。
仕様
- 全長：3,240mm
- 直径：135mm
- 全備重量：67kg
- ペイロード：2kg
- 到達高度：56km

### MT-135P
燃焼終了後分離されたモーターを落下傘で降下させることで落下水域の安全を確保する為に開発された。宇宙科学研究所では1969年から1970年にかけて5機が打ち上げられた。気象庁気象ロケット観測所において毎週水曜日の定期観測の際に1970年7月15日から2001年3月21日まで用いられ、1,119機が打ち上げられた。
仕様
- 全長：3,300mm
- 直径：135mm
- 全備重量：70kg
- 到達高度：60km
- ペイロード：2kg
- 推進剤：ポリウレタン系

#### MT-135P.T
宇宙開発事業団種子島宇宙センターにおいて射場上空大気のデータ取得の為に採用された。基本的にはMT-135Pと同型である。N-Iロケットの開発期から運用期に用いられ、1972年から1982年の間に33機が打ち上げられた。

### MT-135A
後述するMT-135JAのプロトタイプである。MT-135Pから推薬がポリブタジエン系コンポジット推薬に変更されている。1984年9月6日に1機が鹿児島宇宙空間観測所から打ち上げられた。MT-135A-1は111秒後に最高高度58kmに到達し、112秒後にパラシュートを開傘、297秒後に海面に着水した。

### MT-135JA

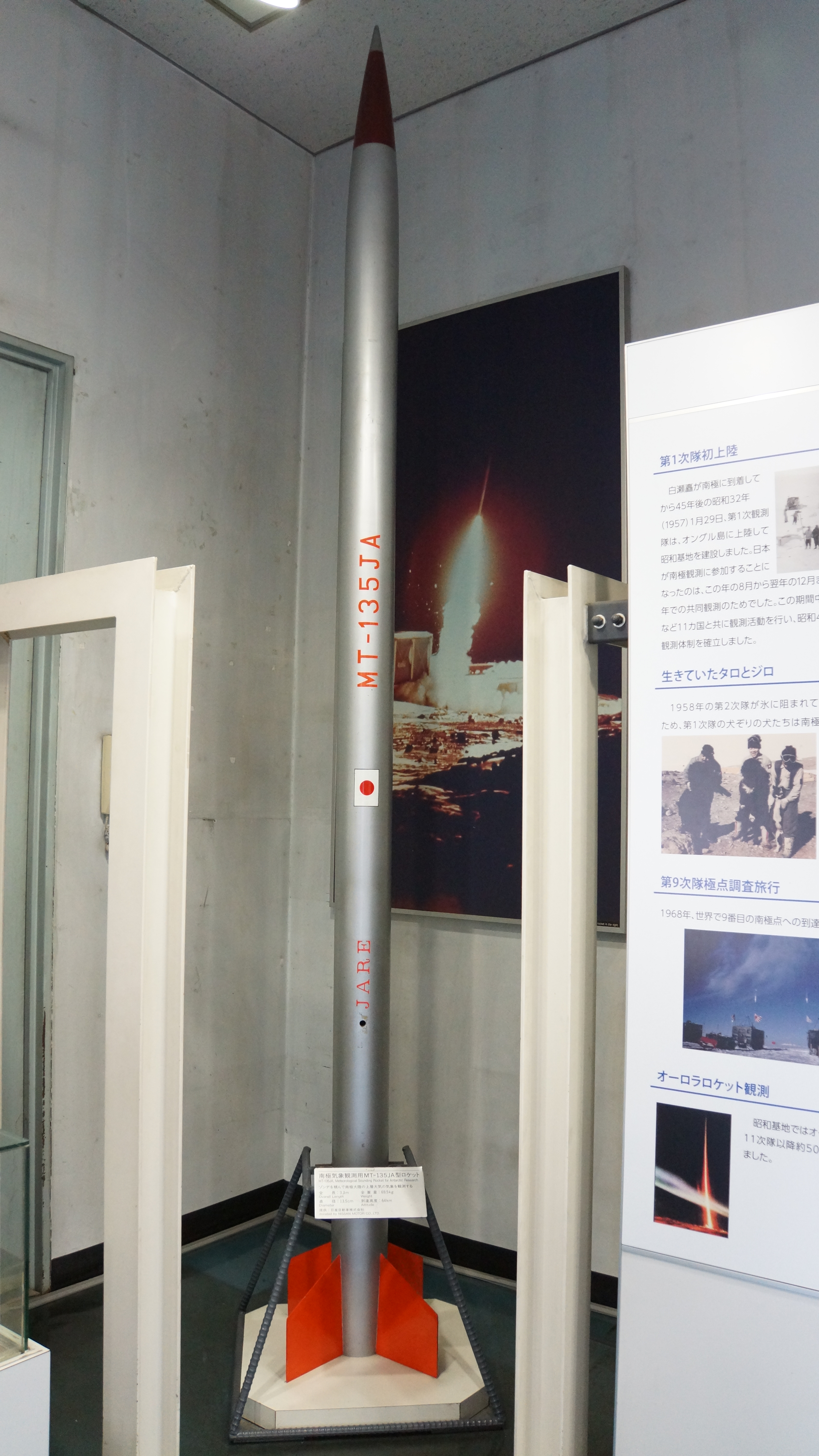
MT-135JA型南極気象観測用ロケット

中層大気国際協同観測（MAP）の一環として南極大陸上空中層大気の内部重力波を観測することを目的とし、国立極地研究所と協同で開発された。本来はより小型で同等の性能を発揮するMT-110ロケットを用いる予定であり、共同で新開発していたが、尾翼の設計に問題があることが飛翔試験で発覚、所定の性能を発揮することが出来なかった。その為、残り9ヶ月という短期間で開発が可能な方法が模索されたが、S-160JAやS-210JA、S-310JAのように既存の観測ロケットを南極用に改良した例が既に存在したこともあり、MT-135Pを基に南極用に改良するという方法がとられた。推進剤として耐低温特性に優れたポリブタジエン系推進剤を採用するなどの変更が行われている。1985年に行われた第26次南極観測隊（JARE-26）において11機が打ち上げられた。JAは "Japanese Antarctic" を意味する。
仕様
- 全長：3,328.5mm
- 直径：135mm
- 全備重量：70kg
- 到達高度：60km〜70km
- ペイロード：2.2kg
- 推進剤：ポリブタジエン系
- 燃焼時間:11.5s